# Караларский парк
«Караларский» (укр. «Караларський природний парк») — ландшафтный природный парк регионального значения, расположенный на крайнем севере Керченского полуострова (Ленинский район). Площадь — 6806 га Землепользователи — Министерство экологии и природных ресурсов Республики Крым, Государственное автономное учреждение Республики Крым «Управление особо охраняемыми природными территориями Республики Крым».

## История
После организации авиабазы Багерово территория побережья Азовского моря в этом районе попала в зону отчуждения её частей обеспечения. Также было ограничено перемещение в этом районе, что сохранило его в первоначальном виде. Само побережье с сильно изрезанным скальным рельефом и небольшими песчаными бухтами получило название «Генеральские пляжи». После распада СССР и дальнейшего закрытия авиабазы в 1996 году побережье стало одним из объектов неорганизованного туризма.
Заказник Караларская степь создан согласно Решению исполнительного комитета Крымского областного Совета народных депутатов от 20.12.1988 № 366, площадью 5900 га.
В 1990-е годы существовало предложение по включению заказника в состав Казантипского природного заповедника, которое не осуществилось. Исходя из необходимости повышения охранного статуса территории, в 2005 году были подготовлены обоснования для создания национального природного парка, хотя при создании нового объекта в 2007 году охранный статус был понижен до регионального ландшафтного парка.
Региональный ландшафтный парк создан согласно Постановлению верховной Рады автономной республики Крым от 20.06.2007 № 509-5/07 «О создании регионального ландшафтного парка „Караларский“ в Автономной Республике Крым», путём реорганизации заказника Караларская степь, с увеличенной площадью до 6806 га.
Является природным парком регионального значения, согласно Распоряжению Совета министров Республики Крым от 5 февраля 2015 года № 69-р Об утверждении Перечня особо охраняемых природных территорий регионального значения Республики Крым.
Был определён режим хозяйственного использования и зонирование территории Постановлением Совета министров Республики Крым от 21.06.2016 № 269 «Об утверждении положений о природных парках регионального значения Республики Крым».

## Описание
Караларский парк расположен на крайнем севере Керченского полуострова, омывается Азовским морем, между мысом Чаганы и озером Чокрак. К парку примыкают массивы целинных степейː на юге — урочище Артезиан и на востоке — Осовинский степной массив. Территория парка представлена сухопутной частью 6446 га и акваторией Азовского моря 360 га.
Парк имеет функциональное зонирование: природоохранная (3160 га), рекреационная (3290 га), хозяйственная (200 га), агрохозяйственная зоны (156 га).
Ближайший населённый пункт — село Золотое Ленинского района Крым, ближайший город — Керчь.
Администрация парка расположена по адресу г. Симферополь, ул. Генерала Васильева, 30 "А"
Директор - Ковинский Александр Николаевич
Начальник отдела сопровождения научных исследований, анализа и мониторинга биоразнообразия - Уськов Сергей Юрьевич

## Природа
В парке произрастает 261 вид растений, 29 из них занесены в Красную книгу Украины. Особое внимание отведено ареалам раритетных видов растений таких как ятрышник раскрашенный (Orchis picta), шафран Палласа (Crocus pallasii), тюльпан Шренка (Tulipa gesneriana), тюльпан двуцветковый (T. biflora), тюльпан Биберштейна (дубравный, T. quercetorum). На территории парка обнаружено 197 видов позвоночных и 26 видов беспозвоночных животных, которые занесены в Красную книгу Украины. Является местом гнездования краснокнижных видов птицː дрофа (Otis tarda), журавль-красавка (Anthropoides virgo), стрепет (Tetrax tetrax), огарь (Tadorna ferruginea), розовый скворец (Sturnus roseus), ходулочник (Himantopus himantopus), могильник (Aquila heliaca), сапсан (Falco peregrinus), полевой лунь (Circus cyaneus).